# Fokke & Sokke

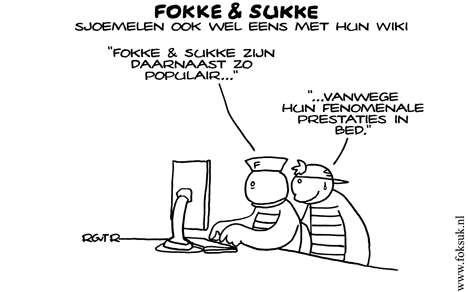
Der Cartoon vom 30. August 2007: Fokke & Sokke schummeln auch schon mal bei ihrem Wiki-Profil Fokke: Fokke & Sokke sind darüber hinaus so populär... Sokke: ... wegen ihrer phänomenalen Fähigkeiten im Bett. Auch auf Deutsch verfügbar.

Fokke & Sokke (niederländisch: Fokke & Sukke) ist eine niederländische Cartoonreihe von John Reid, Bastiaan Geleijnse und Jean-Marc van Tol (Zeichner). Sie benutzen das Pseudonym RGvT. Die Cartoons mit der frechen Ente (Fokke) und dem Kanarienvogel (Sokke) erscheinen in diversen Tageszeitungen.
Sie haben nur Kleidung am Oberkörper, aber keine Hosen an. Die Autoren kennen sich aus ihrer Studienzeit. Sie schrieben zusammen Kabaretttexte und arbeiteten an einem Comic über das Studentenleben. Der erste Cartoon aus der Reihe Fokke & Sokke – Fokke & Sukke hebben geen kerstgedachten – war ein Weihnachtscartoon, auf Wunsch der Studentenzeitung Propria Cures. Der Name „Sukke“ wurde schon für frühere Cartoons der RGvT verwendet. Die Propria-Cures-Redaktion lehnte den Entwurf jedoch ab, mit der Begründung, dass Vögel nicht sprechen könnten. Das Trio gab aber nicht auf und entwarf weitere Cartoons. Ab dem Jahr 1994 wurde ihre Mühe belohnt und ihre Cartoons erschienen in der Propria Cures. Seit 1999 erscheinen die Cartoons täglich im NRC Handelsblad. Nebenbei werden die Cartoons gelegentlich auch in VPRO Gidsen dem J/M Pubers und anderen Zeitschriften abgedruckt.
Die Cartoons beziehen sich oft auf das Alltagsleben und meistens auf die Nachrichten. Zum Beispiel erschien der Cartoon vom 30. August 2007 (siehe Bild, Fokke & Sukke sjoemelen ook wel eens met hun Wiki), nachdem am Vortag bekannt wurde, dass Prinzessin Mabel Wisse Smit ihr eigenes Lemma in der englischsprachigen Wikipedia zu ihrem Vorteil geändert hatte.
Dnews.de veröffentlichte, vom 4. Mai 2009 bis zur Schließung der Webseite am 30. September 2011, Fokke & Sokke auf Deutsch.

## Bisher erschienen
1. Fokke & Sukke hebben altijd wat (1997)
2. Fokke & Sukke zien het echt niet (1998)
3. Fokke & Sukke weten wel beter (1999)
4. Fokke & Sukke zijn weer thuis (2000)
5. Fokke & Sukke het afzien van 2000 (2000)
6. Fokke & Sukke maken zich kwaad (2001)
7. Fokke & Sukke het afzien van 2001 (2001)
8. Fokke & Sukke komen er niet uit (2002)
9. Fokke & Sukke het afzien van 2002 (2002)
10. Fokke & Sukke hebben geen idee (2003)
11. Fokke & Sukke het afzien van 2003 (2003)
12. Fokke & Sukke het afzien van 2004 (2004)
13. Fokke & Sukke gaan maar door (2005)
14. Fokke & Sukke het afzien van 2005 (2005)

Im Jahre 2003 bekamen die RGvT den Stripschapprijs von Het Stripschap, eine Organisation von Comicfans.